# One shot (bande dessinée)
Pour les articles homonymes, voir One shot.

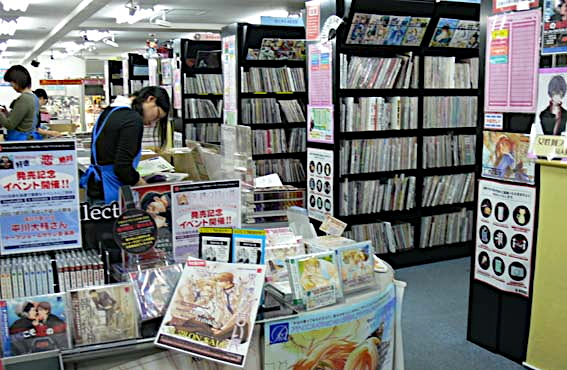
Magasin de manga à Tokyo.

Dans le domaine de la bande dessinée, en particulier un manga ou un roman graphique, un one shot (anglicisme signifiant littéralement « coup unique ») est une publication sous forme d'album dont la trame se résout en un seul volume, par opposition au format série dans lequel une histoire fait l'objet de plusieurs épisodes, édités en plusieurs tomes. Dans la bande dessinée française, le one shot a la particularité d'être une publication en un volume, non liée à une série, et dont les personnages et l'environnement sont uniques à cette BD,.

## Bande dessinée japonaise
Au Japon les bandes dessinées sont généralement publiées dans des magazines de prépublication de manga avant d'être rassemblées sous la forme de volumes reliés.
L'équivalent du terme one shot est yomikiri (読み切り), qui sert à désigner les histoires complétées en un seul épisode dans un magazine de prépublication, il s'oppose au terme rensai (連載) qui sert à désigner les histoires publiées en plusieurs épisodes dans un magazine de prépublication. Le terme yomikiri désigne aussi les bandes dessinées directement publiées sous la forme d'un unique volume relié, sans passer par des magazines de prépublication.